# Chorão: Marginal Alado
Chorão: Marginal Alado é um documentário biográfico brasileiro de 2021, dirigido por Felipe Novaes, que conta a historia do músico brasileiro Chorão, líder da banda de rock Charlie Brown Jr.. O filme teve sua premiere na 43ª Mostra Internacional de Cinema de São Paulo, em outubro de 2019, mas foi exibido para o público apenas em 8 de abril de 2021, em lançamento misto (cinemas, e em uma série de serviços de streaming: Apple TV+, Play Store, NOW, Vivo Play, Looke e YouTube).
Para relembrar a história de Chorão, o filme mostra imagens de arquivo de emissoras de televisão, incluindo gravações inéditas do cotidiano do artista, além de trazer relatos, entre outros, de Zeca Baleiro, João Gordo, Champignon e o produtor musical Rick Bonadio. Curiosamente, o depoimento de Champignon foi dado uma semana antes de seu suicídio, sendo esta, portanto, umas de suas últimas imagens.

## Sinopse
O documentário retrata a vida e a carreira do cantor brasileiro Chorão, líder da banda de rock Charlie Brown Jr., de depoimentos sobre sua vida pessoal e profissional e imagens de arquivo, o filme acompanha a história de uma das estrelas do rock mais importantes do Brasil. Chorão viveu duas décadas intensas de sucesso nacional e internacional, cheios de momentos polêmicos, até sua morte prematura, por overdose de drogas, em 2013.

## Trilha sonora
A trilha-sonora do filme é composta pelas seguintes músicas, todas elas tocadas pelo Charlie Brown Jr.
1. Não Deixe o Mar te Engolir
2. O Côro Vai Comê! (ao vivo)
3. Rubão, o Dono do Mundo
4. Gimme o Anel
5. Tudo que Ela Gosta de Escutar
6. Zoio D Lula
7. O que É da Casa, É da Casa/Papo Reto (Prazer É Sexo, o Resto É Negócio) (ao vivo)
8. Papo Reto (Prazer É Sexo, o Resto É Negócio)
9. Vícios e Virtudes (ao vivo)
10. O Preço
11. Champanhe e Água Benta
12. O Lixo e o Luxo
13. Vida de Magnata
14. O Futuro É um Labirinto pra Quem Não Sabe o que Quer
15. Proibida pra Mim (Grazon) (ao vivo)
16. É Quente
17. Liberdade Acima de Tudo
18. Com a Boca Amargando
19. Senhor do Tempo
20. Lugar ao Sol

## Recepção
| Críticas profissionais | Críticas profissionais |
| Avaliações da crítica  | Avaliações da crítica  |
| Fonte                  | Avaliação              |
| ---------------------- | ---------------------- |
| Adoro Cinema           | [ 1 ]                  |
| Portal G1              | [ 3 ]                  |

Barbara Demerov, do site Adoro Cinema, deu uma nota 3,5 de 5, afirmando: "Com o auxílio de inúmeros depoimentos (que vão de Marcelo Nova e João Gordo a esposa de Chorão e o filho, seu motorista e um amigo de infância), Marginal Alado é uma obra honesta que não tem medo de dizer abertamente quem era Chorão de fato".
Mauro Ferreira, do portal G1, também teceu críticas positivas. Para ele, "tudo o que se pode saber de Chorão ... sem glorificações, mas com justificada dose de empatia pela personagem perfilada no envolvente documentário" foi documentado por Felipe Novaes.

### Prêmios e Indicações
| Ano  | Prêmio/Festival                                 | Categoria                                   | Resultado | Ref.  |
| ---- | ----------------------------------------------- | ------------------------------------------- | --------- | ----- |
| 2019 | 43ª Mostra Internacional de Cinema em São Paulo | Melhor Documentário Nacional (Voto Popular) | Venceu    | [ 4 ] |